# Rhinogobius flumineus
Rhinogobius flumineus és una espècie de peix de la família dels gòbids i de l'ordre dels perciformes.

## Morfologia
- Els mascles poden assolir 7 cm de longitud total.
- Nombre de vèrtebres: 27-28.[4][5]

## Reproducció
Els ous són protegits pel mascle.

## Hàbitat
És un peix d'aigua dolça i de clima temperat.

## Distribució geogràfica
Es troba a Àsia: el Japó.

## Observacions
És inofensiu per als humans.